# کوستینو (بلغارستان)
کوستینو (به بلغاری: Kostino) یک منطقهٔ مسکونی در بلغارستان است که در شهرستان کاردژالی واقع شده‌است.